# Museo Madre Caridad Brader Zahner
Das Museo Madre Caridad Brader Zahner ist ein Museum an der Calle 17 in Pasto, Kolumbien.
Das Museum ist nach der schweizstämmigen Franziskanerin Charitas Brader benannt. Es befindet sich in einem 1927 erbauten Gebäude des Franziskanischen Ordens Comunidad de las Hermanas Franciscanas de María Inmaculada. Das Museum ist dem Leben und Werk von Charitas Brader gewidmet. Zudem umfasst es archäologische und ethnografische Objekte, unter anderem indigene Ritualgegenstände, Schmuck, Textilien und Körbe, darunter Artefakte der Kulturen Calima, San Agustin und Pastos.